# Departamento de Seguridad de Presidencia del Gobierno
El Departamento de Seguridad (DSPG) es el órgano directivo de la Presidencia del Gobierno de España, adscrito a la Secretaría General de la Presidencia del Gobierno, responsable de la protección del personal, edificios e instalaciones del Complejo de la Moncloa, así como las funciones y actuaciones necesarias para la seguridad integral del presidente del Gobierno y de otras personas e instalaciones que determine el director del Gabinete de la Presidencia del Gobierno, en coordinación con el Ministerio del Interior.

## Historia
El Departamento de Seguridad se creó en la Presidencia del Gobierno por Real Decreto 4014/1982, de 29 de diciembre. Creado bajo la denominación de Jefatura de Seguridad de la Presidencia del Gobierno, su objetivo era organizar los servicios de seguridad que hasta ese momento presentaban servicio en la Jefatura del Gobierno bajo un mando unificado. A partir de 1996 se denominó Departamento de Seguridad.

## Funciones
De acuerdo al artículo 7 del Real Decreto 890/2023, de 27 de noviembre, al DSPG le corresponde:
- La protección del personal, edificios e instalaciones del Complejo de la Moncloa, así como las funciones y actuaciones necesarias para garantizar la seguridad integral del Presidente del Gobierno en todas sus actividades y la de otras personas e instalaciones que determine el director del Gabinete de la Presidencia del Gobierno, en coordinación con el Ministerio del Interior.

Esta función conlleva determinar los medios de transporte oficiales más adecuados para garantizar la seguridad integral del Presidente del Gobierno en todos sus desplazamientos.
Asimismo, estas competencias las ejerce sin perjuicio de las atribuidas a otros órganos y a las Fuerzas y Cuerpos de Seguridad, de acuerdo con los procedimientos de coordinación y colaboración establecidos en las bases generales de seguridad para la protección de la Presidencia del Gobierno.

## Estructura
El Departamento se organiza a través de dos unidades con rango de Subdirección General:
- La Unidad de Seguridad.
- La Unidad Operativa.

## Personal
Según establece el ya mencionado Real Decreto 662/2002, de 29 de julio:

«El Departamento de Seguridad contará con una dotación de personal de los Cuerpos y Fuerzas de Seguridad del Estado, cuya adscripción será efectuada por el Ministerio de Interior, de acuerdo con la persona titular de la Dirección del Gabinete de la Presidencia del Gobierno, por el procedimiento de libre designación.»
«Sin perjuicio de su dependencia orgánica del Ministerio de Interior, que les proveerá de la infraestructura y medios precisos para el desarrollo de su función, corresponde al Departamento de Seguridad la dirección operativa de los servicios que se encomienden a este personal.»

### Apariencia
El personal del Departamento de Seguridad de Presidencia del Gobierno no tiene un uniforme oficinal concreto, aunque en la mayoría de las ocasiones llevan trajes De color oscuro y aparatos de comunicación auricular. También, de manera más informal, encontramos al personal con vaqueros y ropa informal.

## Vehículos

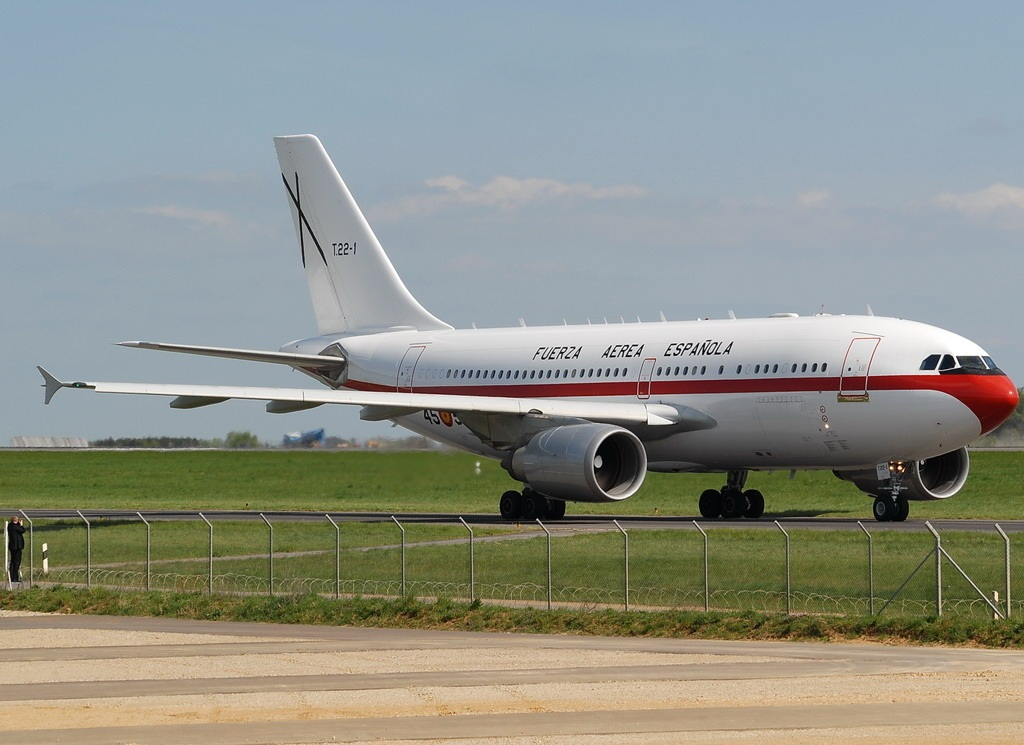
A310 T.22 de la FAE

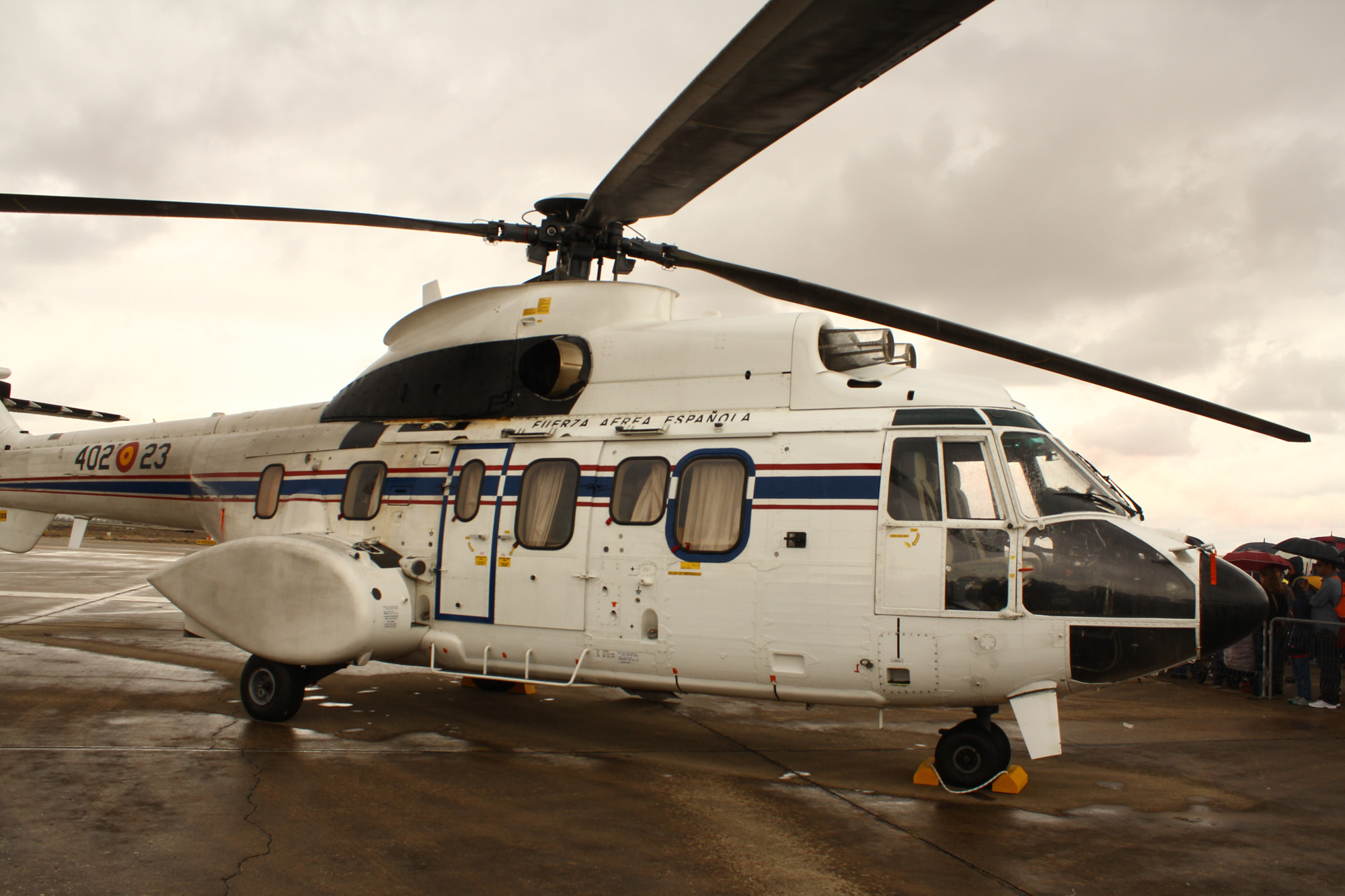
AS-332M1 Super Puma (HT.21A-4 - 402-23) del 402 Escuadrón, Ala 48 del Ejército del Aire

Los medios de transporte terrestres que más utilizan en Presidencia del Gobierno es, principalmente, un Audi A8 Security blindado.
Con respecto a los medios aéreos, el rey y el presidente y otras autoridades comparten los siguientes aparatos del Ejército del Aire y del Espacio:
- 2 unidades del Airbus A310 del Ala 45[6]

- 5 unidades de Dassault Falcon 900 del Ala 45[7]
- 4 unidades del Eurocopter AS332 Super Puma del Ala 48 (Escuadrón 402)[8]
- 2 unidades del Eurocopter AS532 Cougar del Ala 48 (Escuadrón 402)[8]